# Alfredo Mendoza
Alfredo Damián Mendoza Sulewski (Encarnación, Paraguay, 31 de diciembre de 1963) es un exfutbolista paraguayo que se desempeñaba como delantero. Tuvo 43 apariciones como internacional con la selección de fútbol de Paraguay y anotó 9 goles. Participó en la Copa Mundial de Fútbol de 1986, la Copa América 1983 y la Copa América 1989. Además, es considerado una figura histórica en el Newell's Old Boys, donde jugó en los años 1992 y 1995, y llegó a disputar la final de la Copa Libertadores 1992 con dicho club.

## Clubes
| Club                   | País      | Año       |
| ---------------------- | --------- | --------- |
| Guaraní                | Paraguay  | 1982      |
| Cerro Porteño          | Paraguay  | 1983-1985 |
| Independiente Medellín | Colombia  | 1986      |
| Deportivo Cali         | Colombia  | 1987      |
| Olimpia                | Paraguay  | 1988-1989 |
| Stade Brestois         | Francia   | 1990-1991 |
| Mandiyú de Corrientes  | Argentina | 1991      |
| Newell's Old Boys      | Argentina | 1992-1995 |
| Atlas                  | México    | 1996      |
| Olimpia                | Paraguay  | 1996-1998 |

## Palmarés
| Título                        | Club              | País      | Año    |
| ----------------------------- | ----------------- | --------- | ------ |
| Primera División              | Olimpia           | Paraguay  | 1988   |
| Primera División              | Olimpia           | Paraguay  | 1989   |
| Primera División de Argentina | Newell's Old Boys | Argentina | C-1992 |
| Primera División              | Olimpia           | Paraguay  | 1997   |
| Primera División              | Olimpia           | Paraguay  | 1998   |